# Forloren skildpadde
Forloren skildpadde er en ragout, der efterligner skildpadderagout. Er den flydende, ligner den ægte skildpaddesuppe. Den laves af kalvekød (hoved), små fiskefrikadeller, geddeboller, skinkefrikadeller og tun. Den kan laves af kalveskank og svinekød med højt gelatineindhold. Forloren skildpadde på dåse kan fortyndes med vand eller suppe.
Forloren skildpadde serveres med kogte æg og tilsættes tør madeira (eller fino sherry). I Alice i Eventyrland forekommer en bedrøvet forloren skildpadde, der har skildpaddekrop og kalvehoved ("Mock turtle"), hvilket har givet navn til det engelske navn mock turtle soup.
Frøken Jensens Kogebog fra (1901) foreskriver, at forloren skildpadde laves på kalvehoved, tungen saltes og koges 3 til 4 timer og flås, mens den er lun, skæres i små tern og kommes i skildpaddesovsen. Hjernen blandes med spinat og laves til små, grønne boller. Hele opskriften findes i kogebøgerne skrevet af Frøken Jensen og Fru Nimb. Denne har også opskriften på ægte skildpadde.
De forlorne retter er mad, hvor den navngivende ingrediens er erstattet af noget andet. I forloren skildpadde indgår ikke ægte skildpadde; og forloren hare er et farsbrød uden harekød, og forloren and er af svinemørbrad. »Forloren« betyder her: uægte, falsk, kunstig.